# Anthaxia houskai
Anthaxia houskai es una especie de escarabajo del género Anthaxia, familia Buprestidae. Fue descrita científicamente por Obenberger en 1946.